# Rasova (ort i Montenegro, lat 43,15, long 19,27)
Rasova är en ort i Montenegro. Den ligger i den norra delen av landet, 80 km norr om huvudstaden Podgorica. Rasova ligger 1 140 meter över havet och antalet invånare är 127.
Terrängen runt Rasova är varierad. Runt Rasova är det ganska glesbefolkat, med 48 invånare per kvadratkilometer. Närmaste större samhälle är Žabljak, 11,8 km väster om Rasova. I omgivningarna runt Rasova växer i huvudsak blandskog.